# Hauts-Bassins
Hauts-Bassins ist eine von 13 Regionen, in die der westafrikanische Staat Burkina Faso administrativ aufgeteilt ist. Hauptstadt ist Bobo-Dioulasso. Die im Westen liegende Region umfasst die Provinzen Houet, Kénédougou und Tuy. Auf 26.606 km² Fläche leben 2.238.375 Einwohner (November 2019). Gouverneur der 2001 geschaffenen Region ist Bêbrigda Ouédraogo. Der Schwarze Volta (Mouhoun) entspringt in Hauts-Bassins. Bedingt durch das feuchtere Klima herrscht üppigere Vegetation als im Reste des Landes vor. Hauts-Bassins ist im Vergleich zu den übrigen Regionen deutlich industrialisiert; es gibt metallverarbeitende Betriebe, Lebensmittel- und Textilindustrie. Von touristischer Bedeutung ist vor allem Bobo-Dioulasso mit dem Kulturfestival Semaine nationale de la culture.
Koordinaten: 11° 12′ N, 4° 18′ W